# Catalina Sandino Moreno
Catalina Sandino Moreno (sinh ngày 19 tháng 4 năm 1981) tại Bogotá, là nữ diễn viên người Colombia. Cô đã được đề cử cho Giải Oscar cho nữ diễn viên chính xuất sắc nhất cho vai diễn trong phim Maria Full of Grace (Maria đầy ơn phúc) (2004).

## Cuộc đời và Sự nghiệp
Sandino Moreno sinh tại Bogotá, Colombia. Cha cô là một bác sĩ thú y còn mẹ cô là nhà bệnh lý học. Cô theo học trường Thánh George ở Bogota và tốt nghiệp năm 2000. Sau đó cô học ngành quảng cáo ở Pontificia Universidad Javeriana (Đại học Giáo hoàng Javeriana) tại Bogotá, rồi trường diễn xuất Rubén Di Pietro cũng ở Bogotá. 
Năm 2004 cô chuyển đến cư ngụ ở thành phố New York và được giới thiệu tham gia một buổi diễn xuất thử để tuyển nữ diễn viên chính cho phim Maria Full of Grace (2004) và cô đánh bại hơn 900 cô gái khác cùng dự thi thử. Vai diễn của Sandino Moreno trong phim này đã làm cho cô trở thành nữ diễn viên Nam Mỹ thứ hai và nữ diễn viên nói tiếng Tây Ban Nha thứ ba được đề cử cho giải Oscar.
Năm 2006 cô diễn xuất trong các phim Fast Food Nation và Paris, je t'aime. Năm 2008 cô xuất hiện bên cạnh Benicio del Toro trong Che Part One: The Argentine và Che Part Two: Guerrilla của Steven Soderbergh trong vai Aleida March de Guevara. Năm 2010 cô đóng vai nữ Vampire Maria trong phim The Twilight Saga: Eclipse, dựa trên tiểu thuyết cùng tên của Stephenie Meyer.

## Đời tư
Sandino Moreno đã sống chung với David Elwell, một thợ điện ngành điện ảnh mà cô gặp khi đóng phim Maria Full of Grace từ năm 2004 tới nay. Ngày 15.4.2006 hai người đã chính thức kết hôn tại một buổi lễ nhỏ tổ chức ở Cartagena de Indias.

## Danh mục phim
| Năm  | Tên                             | Vai diễn                | Ghi chú |
| ---- | ------------------------------- | ----------------------- | --- |
| 2004 | Maria Full of Grace             | María Álvarez           | Giải Gấu bạc cho nữ diễn viên xuất sắc nhất tại Liên hoan phim Berlin Giải của Liên hoan phim Cartagena (Colombia) cho nữ diễn viên chính xuất sắc nhất Giải của Hiệp hội phê bình phim Chicago cho diễn viên triển vọng nhất Giải Gotham cho diễn xuất đột phá Giải Imagen cho nữ diễn viên chính xuất sắc nhất Giải Tinh thần độc lập cho nữ diễn viên chính xuất sắc nhất Giải của Hiệp hội phê bình phim Los Angeles cho thế hệ mới Giải của Hội phê bình phim online cho diễn xuất đột phá Giải của Hiệp hội các nhà phê bình ngành giải trí châu Mỹ Latin (Asociación de Cronistas de Espectáculos de Nueva York) cho nữ diễn viên điện ảnh xuất sắc nhất Giải Liên hoan phim quốc tế Seattle cho nữ diễn viên chính xuất sắc nhất Giải của Hiệp hội quốc gia các chủ nhân rạp chiếu bóng cho ngôi sao quốc tế trong năm Đề cử Giải Oscar cho nữ diễn viên chính xuất sắc nhất Đề cử Giải BFCA cho nữ diễn viên chính xuất sắc Đề cử Giải Chlotrudis cho nữ diễn viên chính xuất sắc nhất Đề cử Giải của giới phê bình phim London cho nữ diễn viên của năm Đề cử Giải Vệ tinh cho nữ diễn viên xuất sắc nhất trong một phim Đề cử Giải SAG cho nữ diễn viên chính xuất sắc nhất |
| 2006 | Journey to the End of the Night | Angie                   | |
| 2006 | Fast Food Nation                | Sylvia                  | |
| 2007 | Paris, je t'aime                | Ana                     | |
| 2007 | The Hottest State               | Sarah                   | |
| 2007 | Heart of the Earth              | Blanca Bosco            | |
| 2007 | Love in the Time of Cholera     | Hildebranda Sanchez     | |
| 2008 | Che Part One: The Argentine     | Aleida March de Guevara | |
| 2008 | Che Part Two: Guerrilla         | Aleida March de Guevara | |
| 2010 | The Twilight Saga: Nhật thực    | Maria                   | |
| 2011 | Cristiada                       |                         | hậu sản xuất |
| 2024 | Ballerina                       |                         | |

## Giải thưởng
- 2005 Giải Tinh thần độc lập cho nữ diễn viên chính xuất sắc nhất
- 2004 Giải Gấu bạc cho nữ diễn viên xuất sắc nhất của Liên hoan phim Berlin.
- 2004 Giải của Hiệp hội phê bình phim Chicago cho diễn viên triển vọng nhất]]
- 2004 Giải Gotham cho diễn xuất đột phá
- 2004 Giải của Hiệp hội phê bình phim Los Angeles cho thế hệ mới
- 2004 Giải của Liên hoan phim Cartagena (Colombia) cho nữ diễn viên chính xuất sắc nhất
- 2005 Giải Liên hoan phim quốc tế Seattle cho nữ diễn viên chính xuất sắc nhất
- 2004 Giải Imagen cho nữ diễn viên chính xuất sắc nhất
- 2004 Giải của Hiệp hội các nhà phê bình ngành giải trí châu Mỹ Latin (Asociación de Cronistas de Espectáculos de Nueva York) cho nữ diễn viên điện ảnh xuất sắc nhất
- 2004 Giải của Hiệp hội quốc gia các chủ nhân rạp chiếu bóng cho ngôi sao quốc tế trong năm
- 2004 Giải của Hội phê bình phim online cho diễn xuất đột phá

## Đề cử
- Giải Oscar cho nữ diễn viên chính xuất sắc nhất
- Giải BFCA cho nữ diễn viên chính xuất sắc
- Giải Chlotrudis cho nữ diễn viên chính xuất sắc nhất
- Giải của giới phê bình phim London cho nữ diễn viên của năm
- Giải Vệ tinh cho nữ diễn viên xuất sắc nhất trong một phim
- Giải SAG cho nữ diễn viên chính xuất sắc nhất